# Tampa Stadium
Tampa Stadium, med smeknamnet The Big Sombrero och under en kort tid med namnet Houlihans Stadium, var en utomhusarena belägen i Tampa, Florida, som öppnade 1967 och revs 1999. Anläggningen är framförallt förknippad med Tampa Bay Buccaneers som spelar amerikansk fotboll i National Football League. De hade den som hemmaplan från sitt bildande 1976 till 1997.
Den var bland annat värd för två Super Bowls, 1984 och 1991.
Tampa Stadium var också hemmaplan för fotbollslaget Tampa Bay Rowdies som spelade i North American Soccer League, för Tampa Bay Bandits som spelade amerikansk fotboll i kortlivade United States Football League, Tampa Bay Mutiny som spelar fotboll i Major League Soccer och den har huserat college fotball för University of Tampa och University of South Florida. Den var också värd för konserter, och under en tid höll den rekordet för den största publiken för en artist när närmare 57 000 besökte en Led Zeppelin-konsert 1973.
Efter krav från Buccaneers nya ägare byggdes Raymond James Stadium i närheten 1998, och Tampa Stadium revs i början av 1999.
Tampa Stadium byggdes på delar av ett flygfält från andra världskriget. År 1949 köpte staden Tampa marken från staten med tankar på att bygga en allmänt tillgänglig idrottsanläggning. År 1955 öppnade baseballanläggningen Al Lopez Field som den första fasen av projektet.
I början av 1960-talet var staden Tampas intresserade av att locka ett NFL-lag till området. Flera välbesökta uppvisningsmatcher hölls på Phillips Field nära centrum, men den var för liten för att kunna husera ett professionellt lag. Efter uppmuntran från NFL beslutade staden att bygga en större anläggning som skulle kunna användas av University of Tampas college football-lag fotbollslag på kort sikt och som skulle kunna byggas ut för användning av ett framtida proffslag.
Tampa Stadium började byggas hösten 1966, i direkt i anslutning till Al Lopez Field. Tomten som köpts 1949 var tillräckligt stor för parkering till de båda anläggningarna.
När den öppnade 1967 bestod Tampa Stadium av ett matchande par  bågformade betongläktare med öppna kortsidor. Sittplatserna bestod av långa, rygglösa aluminiumbänkar. Läktarnas lutning var relativt brant, vilket gav varje sittplats en direkt och fri sikt över planen. Den officiella publikkapaciteten var 46 481, men tillfälliga läktare kunde placeras i en eller båda kortsidorna. 
När NFL utökades med två lag till säsongen 1976, och ett av lagen blev Tampa Bay Buccaneers genomgick Tampa Stadium en omfattande utbyggnad mellan 1974 och 1975.Mer än 27 000 sittplatser lades till genom att bygga sittplatser på kortsidorna. Den utbyggda arenan hade den största publikkapaciteten i NFL med 71 908 platser. Stadion hade formen av en våg som var högst i mitten av de två sidlinjeläktarna och lutade försiktigt nedåt till ett rundat hörn där den mötte kortsidorna. Formen fick ESPN :s Chris Berman att kalla stadion för "The Big Sombrero".
Tampa Stadium hade gräs som underlag under hela sin livstid, olika sorter av Bermuda-gräs. Planen utsågs regelbundet till en spelarfavorit i undersökningar hos spelarna i NFL.
Arenans öppna design utsatte publik och spelare för Tampas heta klimat. Läktarna som adderades till kortsidorna förhindrade den svalkande vind som tidigare kunde passera genom arenan. Åskådarna kunde dra sig undan till gångarna bakom läktarna, men spelare och funktionärer hade inte samma möjligheter, så kylningsutrustning placerades vanligtvis vid avbytarbänkarna. Buccaneers hade vita matchställ och motståndarna var därför normalt tvungna att bära mörka matchställ, vilka var varmare i hettan.
Gräsytan hade en hög välvning för att snabbt kunna dränera bort vatten från Tampas intensiva åskväder, och sidlinjen var därför en halv meter lägre än mitten av plan.
Första matchen på Tampa Stadium var en match mellan Spartans från University of Tampa och Volunteers från University of Tennessee Volunteers 4 november 1967.
Efter säsongen 1974 avslutade University of Tampa sattsmningen på amerikansk fotboll, eftersom de menade att konkurrensen från NFL:s proffslag blev för stor.
Fotbollslaget Tampa Bay Rowdies var stadions första professionella hemmalag. De började spela 1975 och vann sitt enda utomhus mästerskap under sin första säsong.
Malcolm Glazer köpte Tampa Bay Buccaneers 1995, och fick då även namnrättigheterna till arenan. I oktober samma år lät han restaurangkedjan Houlihan's, som han också ägde, betala laget 10 miljoner dollar för dessa rättigheter. Namnet på anläggningen ändrades till "Houlihan's Stadium", men Glazer stämdes av Houlihans aktieägare, som inte var nöjda med att köpa rättigheter för stadionnamn i ett område där kedjan inte hade några restauranger. 
Malcolm Glazer meddelade omedelbart efter köpet av laget att Tampa Stadium var otillräcklig och hotade att flytta serien till en annan stad om inte en ny stadion byggdes på skattebetalarnas bekostnad. För att tillgodose dessa krav höjde Hillsborough County den lokala momsen Raymond James Stadium byggdes strax söder om Tampa Stadium 1997–98.
Rivningen av Tampa Stadium inleddes snart efter Tampa Bay Mutinys sista hemmamatch den 13 september 1998, och där byggdes parkeringsplatser till den nya arenan Raymond James Stadium.